# Corticaria rubripes
Corticaria rubripes är en skalbaggsart som beskrevs av Mannerheim 1844. Corticaria rubripes ingår i släktet Corticaria, och familjen mögelbaggar. Arten är reproducerande i Sverige.